# Anatomía (álbum)
Anatomía es el decimonoveno álbum de estudio de la cantante y actriz Ana Belén después de Peces de ciudad en 2001 y Viva L´Italia en 2003. Después de prepararlo y grabarlo con Javier Limón, productor del álbum, a finales de 2006, el 6 de marzo de 2007 salió a la venta en España y en países latinoamericanos como México, Argentina o Chile.
Realmente este es el siguiente disco de estudio de Ana Belén en solitario con canciones inéditas después de Peces de ciudad ya que Viva L´Italia contenía clásicos de la música italiana versionados al castellano por su marido Víctor Manuel. Pero a pesar de que hayan pasado seis años desde la publicación de Peces de ciudad, Ana Belén en todo ese tiempo grabó Viva L´Italia (2003), hizo la gira Dos en la carretera con Víctor Manuel (2001), el monólogo teatral de Gabriel García Márquez Diatriba de amor contra un hombre sentado (2004/2005), la película Cosas que hacen que la vida valga la pena de Manuel Gómez Pereira (2004) y la gira Una canción me trajo aquí (2005/2006) también con Víctor Manuel. Además, en estos seis años ha recibido premios como la Biznaga de Plata en el Festival de Cine Español de Málaga en 2006 homenajeando toda su carrera cinematográfica. Tras todo ello llega Anatomía, un nuevo álbum con material nuevo e inédito.

## Promoción. Éxito de ventas
Con su primer sencillo pobrecita de mí de Joaquín Sabina, del que se rodó un videoclip, el disco fue promocionado por la cantante en las semanas siguientes a su salida al mercado. Ana Belén acudió a programas de televisión como el late - show Buenafuente y Espejo público de Antena 3, Noche Hache y Las mañanas de Cuatro en Cuatro, Buenas noches, bienvenidos en Canal Sur o El intermedio de La Sexta. Además concedió dos entrevistas a la Cadena Ser con Carles Francino y Gemma Nierga en los programas Hoy por hoy y La ventana respectivamente y apareció en periódicos y revistas como Phsycologies, Dominical o Semana.
En su primera semana a la venta, Anatomía alcanzó el número 5 en la lista de ventas española y permaneció en los primeros puestos durante los siguientes meses de su lanzamiento. El álbum ha recibido la certificación de Disco de Oro en España, es decir, 40.000 copias vendidas. La cantante cedió tres de sus temas: pobrecita de mí, tan azul y en el callejón a El País digital para promocionar el disco semanas antes de su salida al mercado y al mismo tiempo concedió una entrevista a través de Internet con sus admiradores.
Este disco aspiró al Grammy Latino como mejor álbum pop vocal femenino en su VIII edición, celebrada en el centro de eventos Mandalay Bay de Las Vegas el 8 de noviembre del 2007, compitiendo con cantantes como Shaila Dúrcal o Laura Pausini entre otras.
- Fotografía de Ana Belén respondiendo a las preguntas de sus admiradores a través de Internet

### Vídeos y grabaciones promocionales
- 1ª parte de la entrevista de Justo Molinero a Ana Belén
- 2ª parte de la entrevista de Justo Molinero a Ana Belén
- 3ª parte de la entrevista de Justo Molinero a Ana Belén
- 4ª parte de la entrevista de Justo Molinero a Ana Belén
- Ana Belén promociona Anatomía en una radio para Latinoamérica (enlace roto disponible en Internet Archive; véase el historial, la primera versión y la última).
- Entrevista con Ana Belén en Radio Sol por Anatomía
- Ana Belén en Buenafuente promocionando Anatomía en Antena 3
- Entrevista radiofónica con Ana Belén promocionando Anatomía
- Ana Belén en el programa Al Caer el Sol de la emisora Radio Sol (enlace roto disponible en Internet Archive; véase el historial, la primera versión y la última).

## Características y descripción del álbum
Incluye 13 temas inéditos compuestos para ella por los autores Bebe, Felipe Palomo, Joaquín Sabina, Javier Limón, Gradelio Pérez, Víctor Manuel, su propio hijo David San José, Juan Mari Montes y Pablo Guerrero y ha tenido una producción de SONY BMG S.L., dirigida y realizada por Javier Limón en Casa Limón.
Las canciones del disco fueron recopiladas de una selección de temas que poseía Ana Belén, después de que diversos compositores le pasaran el material con el que poder grabar.
Los dos primeros singles fueron los temas pobrecita de mí de Joaquín Sabina y tan azul de Javier Limón. Sin embargo, la primera canción es me gustaría, con letra y música de Bebe. Las dos siguientes son los sencillos: pobrecita de mí, con letra de Joaquín Sabina y música de Antonio García de Diego, Sabina y Pancho Varona, colaboradores habituales de Ana Belén. Este tema tiene como curiosidad la incursión de unas frases cubanas que pertenecen al poeta Nicolás Guillén. Se trata de una canción bastante autobiográfica con cierta ironía en la que Joaquín Sabina escribe en primera persona el tema, es decir, en boca de Ana Belén. En ella se proporcionan datos sobre la vida de la cantante, como por ejemplo la boda con Víctor Manuel en Gibraltar. Estos dos primeros temas sobresalen por sus aires latinos, mientras que el siguiente: tan azul es una suave y refrescante balada con letra y música de Javier Limón. Las siguientes canciones pertenecen a Felipe Palomo, compositor desconocido que le cedió estos dos temas: En el callejón y Otro nuevo planeta. Estas canciones siguen siendo baladas melódicas pero con más ritmo y con un aire más moderno, peculiar y vanguardista. La siguiente es Sálvese quién pueda, una composición de Joaquín Sabina con música del propio Sabina en conjunción con Antonio García de Diego. Esta canción es ya completamente distinta al resto por su aire de jazz, lo que la convierte en una balada lenta y reflexiva. La siguiente es rumbo al sur, una suave y fresca balada con letra de Pablo Guerrero y música de Leo Minax. La sigue yo sólo soy la que soy, escrita por Víctor Manuel y con música de Antonio García de Diego. De nuevo otra composición personal en la que su marido escribe también en primera persona. La canción número 9 es de nuevo un tema de Javier Limón llamado Consuelo, una composición fresca como tan azul más cercana al pop. La siguiente es la canción a veces sueño con nubes, compuesta por su hijo David San José con la colaboración de Víctor Manuel. Precisamente en este tema como en muchos otros, el piano y los teclados también son de David San José. Le sigue pero no terminó, escrita por Gradelio Pérez y con música de Alain Pérez. En este tema surgen aires flamencos con un tono de rumba. La número 12 es si te vas, un bolero escrito por Juan Mari Montes y con música de Litto Nebbia y la última es hey! mister Lennon, con letra de Joaquín Sabina y música de John Parsons, una canción ya dentro del rock que retrata en primera persona el asesinato de John Lennon desde el punto de vista del criminal: David Chaptman.
Dichas canciones conforman una anatomía musical que mezcla variados estilos musicales, dando vida a este nuevo disco de Ana Belén que también ha tenido la importante colaboración de Jerry González a la trompeta y Niño Josele con la guitarra flamenca.
El disco se presenta en una caja común de Cd que tiene como portada una de las artísticas fotografías que Rubén Martín le ha hecho a la artista. Alguna de ellas aparece en el pequeño libreto que contiene el disco, donde se pueden leer las letras de cada una de las canciones.

## GiraAnatomía2008
La cantante está realizando a lo largo de 2008 desde el 19 de enero en Roquetas de Mar (Almería) hasta el 1 de junio en Madrid una extensa gira por los principales auditorios de España. Una gira de presentación de su último disco en solitario, Anatomía, que tras su recorrido por España viajará a Latinoamérica, pero con Víctor Manuel en la gira conjunta Tal para cual, que también presentará su álbum No hay nada mejor que escribir una canción. En esta gira fundamentalmente cantará en directo algunos de los temas de su último disco: Anatomía, pero también incluirá en sus conciertos un repaso a los grandes temas de todo su repertorio.

### Fechas
- Roquetas de Mar (Almería) - 19 de enero en el Teatro Auditorio Municipal
- Jaén - 20 de enero en el Teatro Infanta Leonor
- Murcia - 31 de enero en la Sala Narciso Yepes del Auditorio y Palacio de Congresos Regional Víctor Villegas
- Valencia - 6 de febrero en la Sala Iturbi del Palacio de la Música
- Aranjuez (Madrid) - 8 de febrero en la Sala Flamingo del Gran Casino
- Viladecans (Barcelona) - 15 y 16 de febrero en el Auditorio Atrium
- Pamplona - 23 de febrero en el Palacio de Congresos y Auditorio Baluarte de Navarra
- Bilbao - 24 de febrero en la Sala Auditorium del Palacio Euskalduna
- Barcelona - 4 de marzo en el Palacio de la Música Catalana
- San Cugat del Vallés (Barcelona) - 8 de marzo en el Teatre-Auditori
- Santander - 14 de marzo en la Sala Argenta del Palacio de Festivales
- Zaragoza - 29 de marzo en la Sala Mozart del Auditorio y Palacio de Congresos Municipal
- Castellón de la Plana - 4 de abril en el Auditorio Municipal
- Tarrasa (Barcelona) - 5 de abril en el Centro Cultural
- Salou (Tarragona) - 19 de abril en el Teatro Auditori
- Vecindario (Las Palmas de Gran Canaria) - 25 de abril en el Teatro Auditorio Víctor Jara
- Orihuela (Alicante) - 26 de abril en el Teatro Circo
- Palma de Mallorca - 2 de mayo en el Auditorio Municipal
- Puertollano (Ciudad Real) - 10 de mayo en la Caseta Municipal
- Toledo - 16 de mayo en la Plaza del Ayuntamiento
- Puerto de la Cruz (Santa Cruz de Tenerife) - 17 de mayo
- San Roque (Cádiz) - 23 de mayo en el Teatro Juan Luis Galiardo
- Madrid - 26, 27, 28, 29, 30 y 31 de mayo y 1 de junio en el Teatro Gran Vía

## Listado de canciones
1. Me gustaría - 3:07
2. Pobrecita de mí - 3:35
3. Tan azul - 3:42
4. En el callejón - 3:32
5. Otro nuevo planeta - 4:02
6. Sálvese quien pueda - 3:17
7. Rumbo al sur - 4:27
8. Yo sólo soy la que soy - 3:45
9. Consuelo - 3:50
10. A veces sueño con nubes - 3:50
11. Pero no terminó - 3:35
12. Si te vas - 2:54
13. Hey! Míster Lennon - 3:42

### Sencillos
1. Pobrecita de mí
2. Tan azul